# Vansbro AIK
Vansbro AIK är en idrottsklubb från Vansbro i Sverige.

## Organisation
Vansbro AIK innehåller dessa sektioner:
- Fotboll
- Ishockey
- Konståkning
- Skidsport
- Volleyboll
- Simsport

Simning ansvarar även för Vansbrosimningen

### Fotnoter
1. ↑  ”Välkommen till Vansbro Idrott!”. Vågat i Vansbro. Arkiverad från originalet den 23 juli 2014. https://archive.is/20140723133913/http://vansbroaik.se/. Läst 30 juli 2013.